# 桃樂絲·蓋爾
桃樂絲·蓋爾（英語：Dorothy Gale），是美國作家法蘭克·鮑姆的兒童奇幻小說《綠野仙蹤》及相關作品裡的主要人物。在小說裡，桃樂絲是一個失去雙親的孤單小女孩，與亨利叔叔和艾姆嬸嬸一同居住在美國堪薩斯州的大草原上。
在1939年的《綠野仙蹤》電影裡由茱蒂·嘉蘭飾演。

## 人物描繪

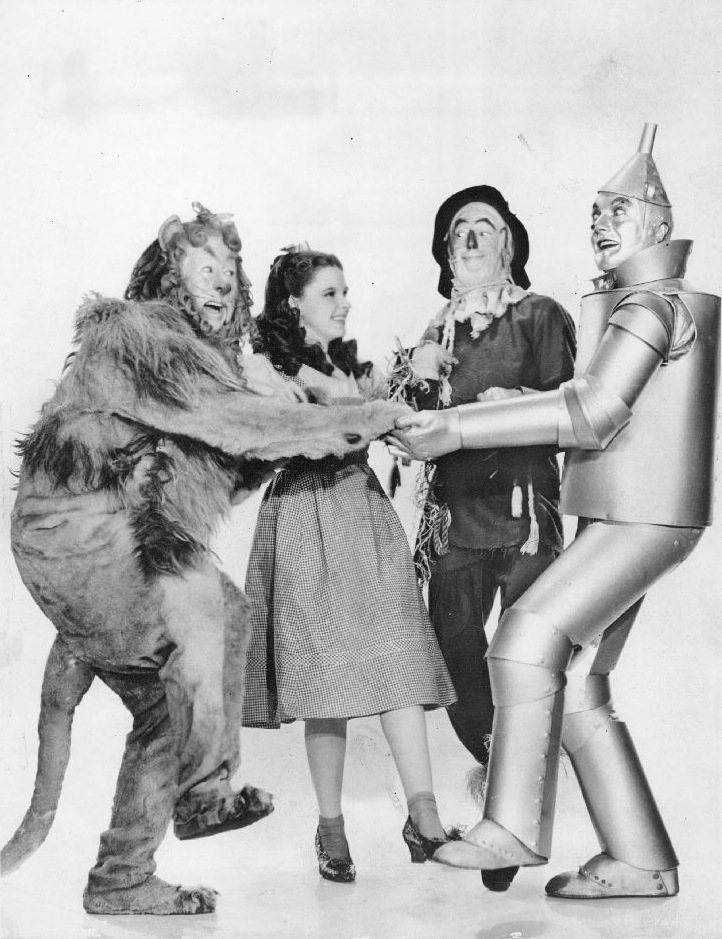
1939年《綠野仙蹤》電影裡桃樂絲和她的朋友們在一起。

在《綠野仙蹤》小說裡，桃樂絲·蓋爾是一名孤兒，為亨利叔叔（Uncle Henry）和艾姆嬸嬸（Aunt Em）所撫養，他們一起居住在美國堪薩斯州大草原中部的一間農舍內。桃樂絲還有一個親密的伙伴——小黑狗嘟嘟。
一天龍捲風來襲，叔叔和嬸嬸都及時躲進了地下室，而桃樂絲和嘟嘟卻隨著房子一同被捲入空中，直至降落在奧茲國（Land of Oz）境內。由於房子在掉落時壓死了東國魔女，桃樂絲意外受到當地居民的歡迎，還因身上穿的藍白相間的格子裙而被誤認為善良女巫。
為了找到回家的路，桃樂絲決定前往翡翠城尋求偉大魔法師奧茲的協助，在旅途中她遇見了要頭腦的稻草人、要心的錫樵夫和要勇氣的膽小獅一同加入隊伍。奧茲要求他們先完成殺死西國魔女的任務才會幫其實現願望，桃樂絲等四人在進入西方後則被惡女巫抓住，但桃樂絲意外用一桶水融化了西國魔女。在回到翡翠城後，桃樂絲等人發現奧茲原來只是一個騙子，正當她感到失望時，得到了南國魔女葛琳達的指引，利用腳上的魔法銀鞋回到了家，與叔叔嬸嬸團聚。
小說裡的桃樂絲有著直率的性格，在面對某些事物時並不感到恐懼，也很有正義感；例如膽小獅在追逐嘟嘟時，桃樂絲就打了他一巴掌，責備他不該欺負弱小。
在奧茲國系列的第六部《奧茲國的翡翠城》，亨利叔叔和艾姆嬸嬸也來到奧茲國，與桃樂絲一起定居在那裡，而桃樂絲亦成為奧茲國的公主。

## 靈感
原著作者法蘭克·鮑姆的兒子法蘭克·喬斯林表示：他的父親鮑姆一直期盼能有個女兒，甚至為未來女兒設想了「桃樂絲」的名字，但鮑姆之妻莫德一連生下了四個兒子卻未有女兒，所以鮑姆才將《綠野仙蹤》故事的女主角命名為「桃樂絲」:77。
另外也有一種說法認為桃樂絲的名字是來自於鮑姆出生五個月後就去世的小姪女桃樂絲·路易絲·蓋吉（Dorothy Louise Gage），很喜愛這位姪女的莫德十分傷心，鮑姆為安慰妻子才將《綠野仙蹤》女主角命名為桃樂絲。不過鮑姆生前從未正式承認桃樂絲的名字跟他的姪女有關。

## 改編版本
在1939年的知名電影《綠野仙蹤》裡，由茱蒂·嘉蘭飾演桃樂絲。嘉蘭在該電影裡演唱的歌曲「彩虹之上」（Over the Rainbow）更成為近代著名電影主題曲之一。
在2013年迪士尼公司電影《奧茲大帝》的一個場景中，安妮跟魔術師奧斯卡·迪格斯說她的未婚夫姓蓋爾，這暗示了安妮是桃樂絲·蓋爾的生母。
在電視劇《超自然檔案》第九季，由卡內赫迪奧·霍恩飾演。在該劇的設定中，桃樂絲是一名鬼怪獵人，也是法蘭克·鮑姆的女兒。
在電視劇《童話小鎮》，童年的桃樂絲由Matreya Scarrwener飾演，成年的桃樂絲則由泰瑞·里夫斯飾演。